# Église Saint-Symphorien de Cherreau
Pour les articles homonymes, voir Église Saint-Symphorien.
L'église Saint-Symphorien est une église catholique située à Cherreau, en France.

## Localisation
L'église est située dans le département français de la Sarthe, dans le bourg de Cherreau.

## Historique
L'édifice est construit fin XVe, début XVIe siècle
.

## Architecture
L'édifice est inscrit au titre des monuments historiques depuis le 16 février 1926.

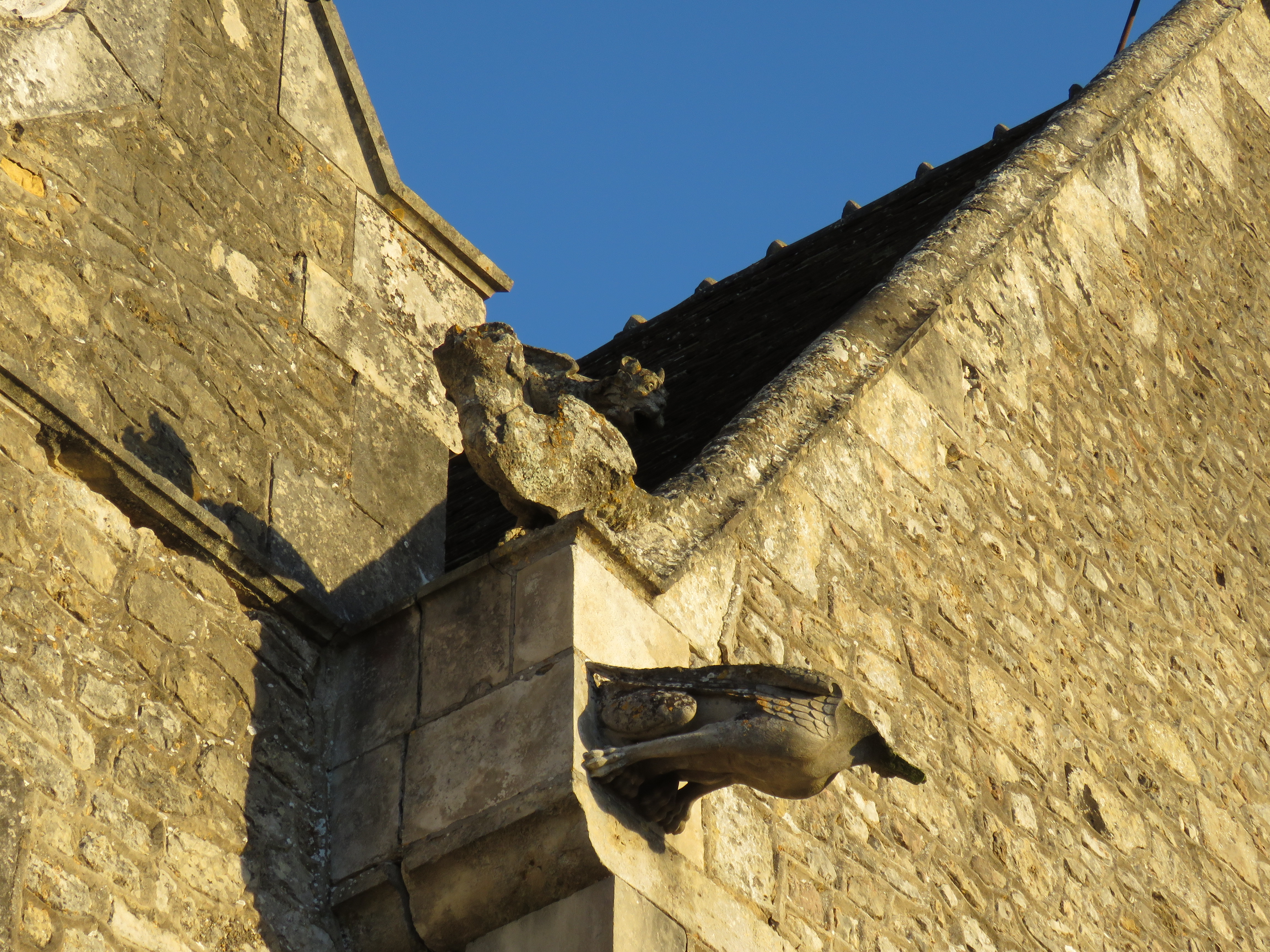
Chimères.
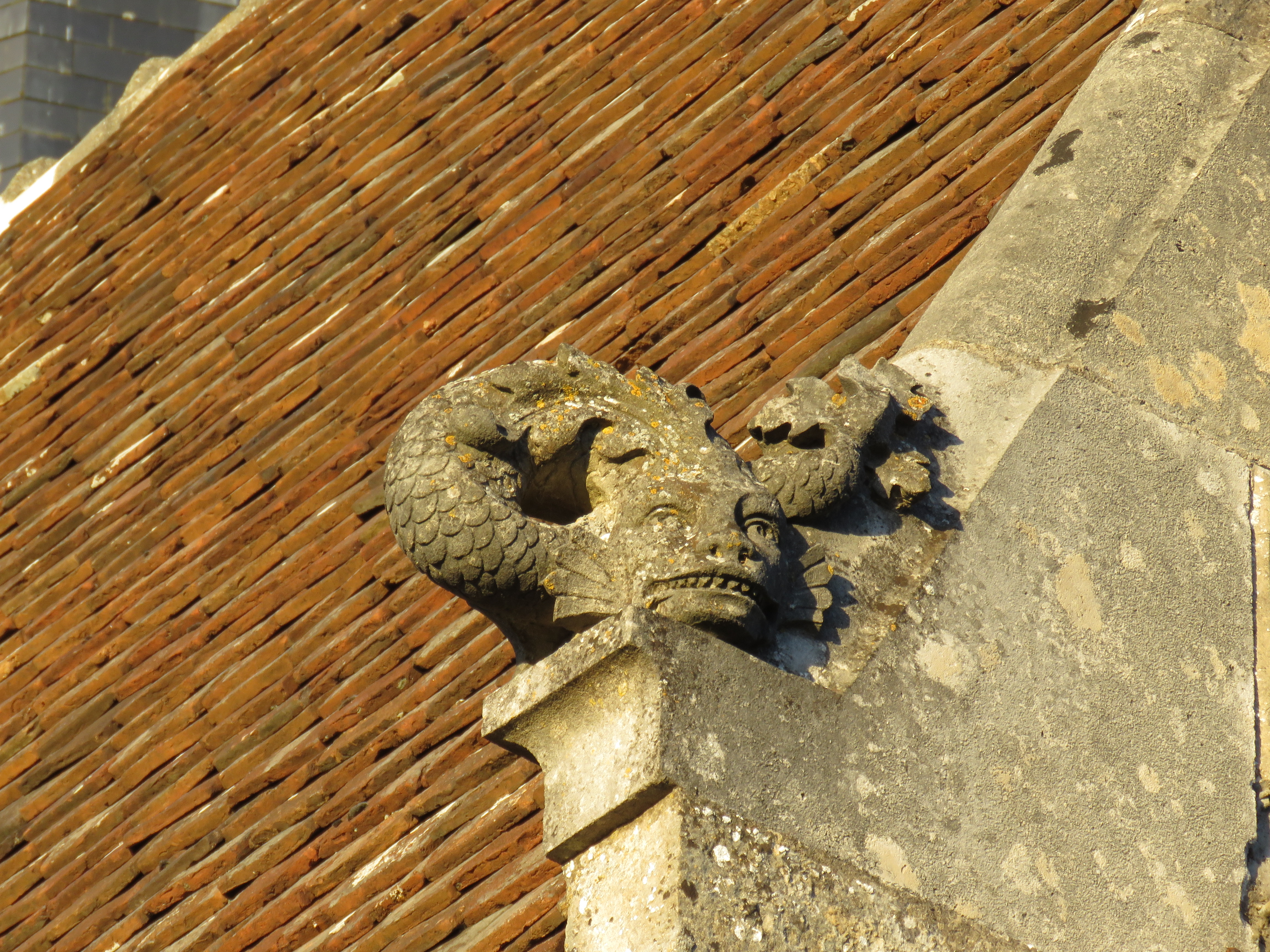
Chimère.